# Dobra Kolata
Dobra Kolata ili Dobri Kolac (albanski: Kolata e Mirë) drugi je najviši vrh Prokletija koji se nalazi u Crnoj Gori, odmah iza vrha Zla Kolata (Zli Kolac). Dobra Kolata nalazi se na granici Crne Gore i Albanije. Pripada nacionalnom parku Prokletije.

## Vanjske poveznice
|  | Zajednički poslužitelj ima još gradiva o temi Dobra Kolata |